# Roberto Cruz
Pour les articles homonymes, voir Cruz.
Roberto Cruz est un boxeur philippin né le 21 novembre 1941 à Baguio City.

## Carrière
Passé professionnel en 1955, il remporte le titre vacant de champion du monde des poids super-légers WBA le 21 mars 1963 après sa victoire par KO au premier round contre Battling Torres. Battu dès la première défense de sa ceinture par le champion WBC de la catégorie, Eddie Perkins, le 15 juin 1963, il met un terme à sa carrière en 1968 sur un bilan de 29 victoires, 12 défaites et 3 matchs nuls.